# Montagne d'Uriol
La montagne d'Uriol est un sommet français du massif du Vercors, situé en Isère et se trouvant à cheval entre les communes de Vif, de Varces-Allières-et-Risset, de Saint-Paul-de-Varces et du Gua.
S'étendant du nord au sud sous la forme d'une crête d'environ sept kilomètres de long et clôturant la vallée de la Gresse dans l'ouest, la montagne d'Uriol est cernée par la montagne de Grand Rochefort (nord) et par l'Éperrimont (sud). Elle est composée de la colline Saint-Géraud, du rocher de Saint-Loup (726 m), des crêtes d'Uriol ainsi que du pic du Pieu (ou du Bémont) qui est le point culminant de la montagne avec 1 270 mètres d'altitude.

## Toponymie
Le nom Uriol vient probablement de la racine celtique « UR » signifiant « eau », comme on peut le retrouver dans Uriage ; en effet il existe sur la montagne plusieurs sources d'eaux qui ont permis l'installation de peuplades sur ses coteaux durant l'âge du cuivre.
Uriol pourrait aussi venir du nom latin Aureolus, qui signifie « lieu tourné vers l'orient ».
Au XIe siècle, on retrouvait la forme capella de Auriel dans le cartulaire de saint Hugues ; en 1179 capella de Auriolo dans le cartulaire de saint Chaffre ; en 1374 villa Uriolum ; au XIVe siècle castrum Urioli et au XVe siècle Uriolo.

## Géographie

### Topographie

#### Rocher de Saint-Loup

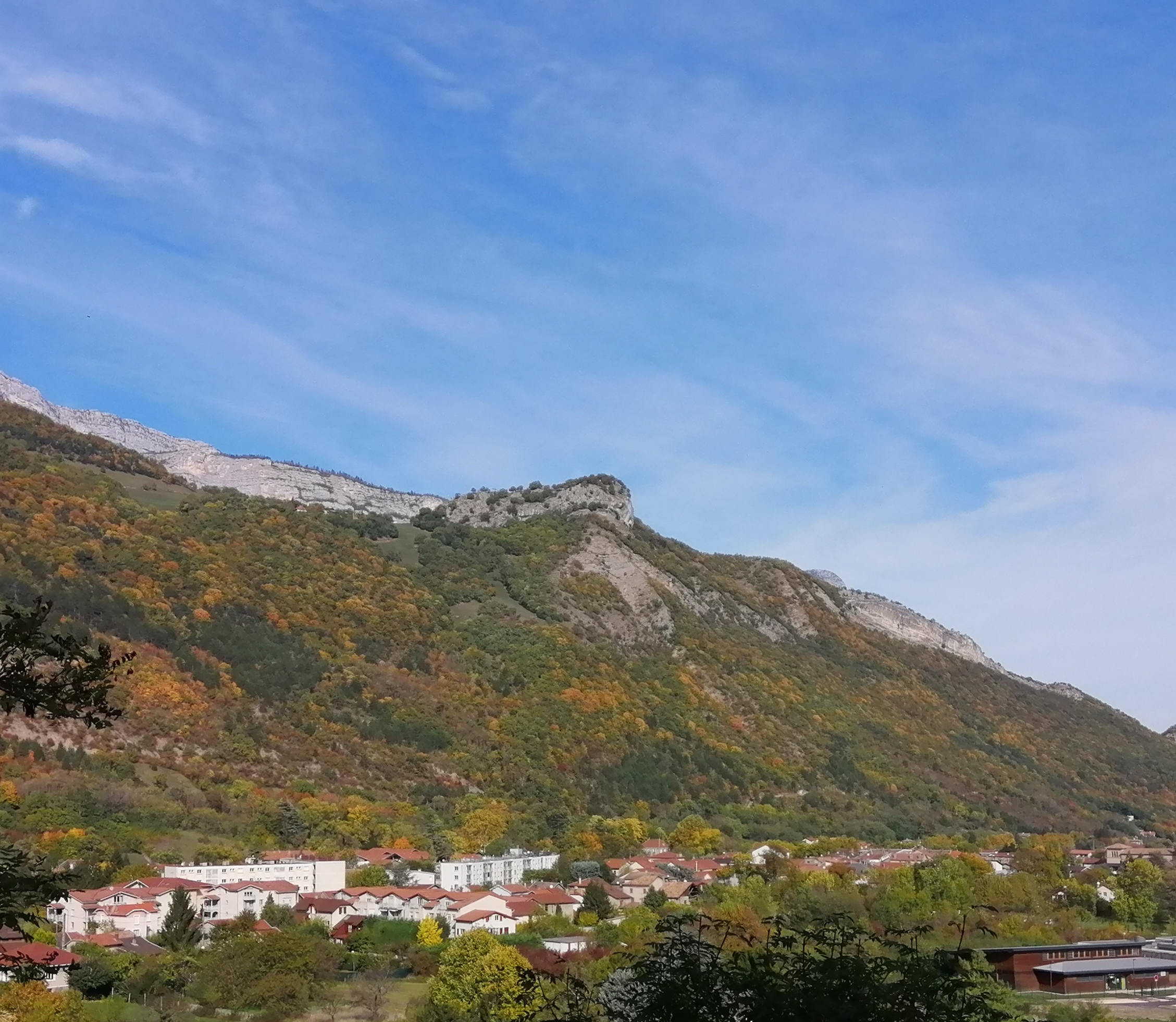
Vue du rocher de Saint-Loup depuis Vif.

Le rocher de Saint-Loup est situé entre les territoires de Saint-Paul-de-Varces et de Vif, culminant à 726 mètres d'altitude. Il est suivi, en direction du sud, par les crêtes d'Uriol et le pic du Pieu.
Sur le sommet du rocher se trouve une croix érigée en 1987 par les Vifois conscrits de la classe 1966, qui a remplacé la précédente croix mise en place un an après la libération de Vif et de Saint-Paul-de-Varces, en 1945,.
Le rocher de Saint-Loup tient son nom de saint Loup de Troyes, évêque de la ville de Troyes.

#### Le Pieu (ou Bémont)

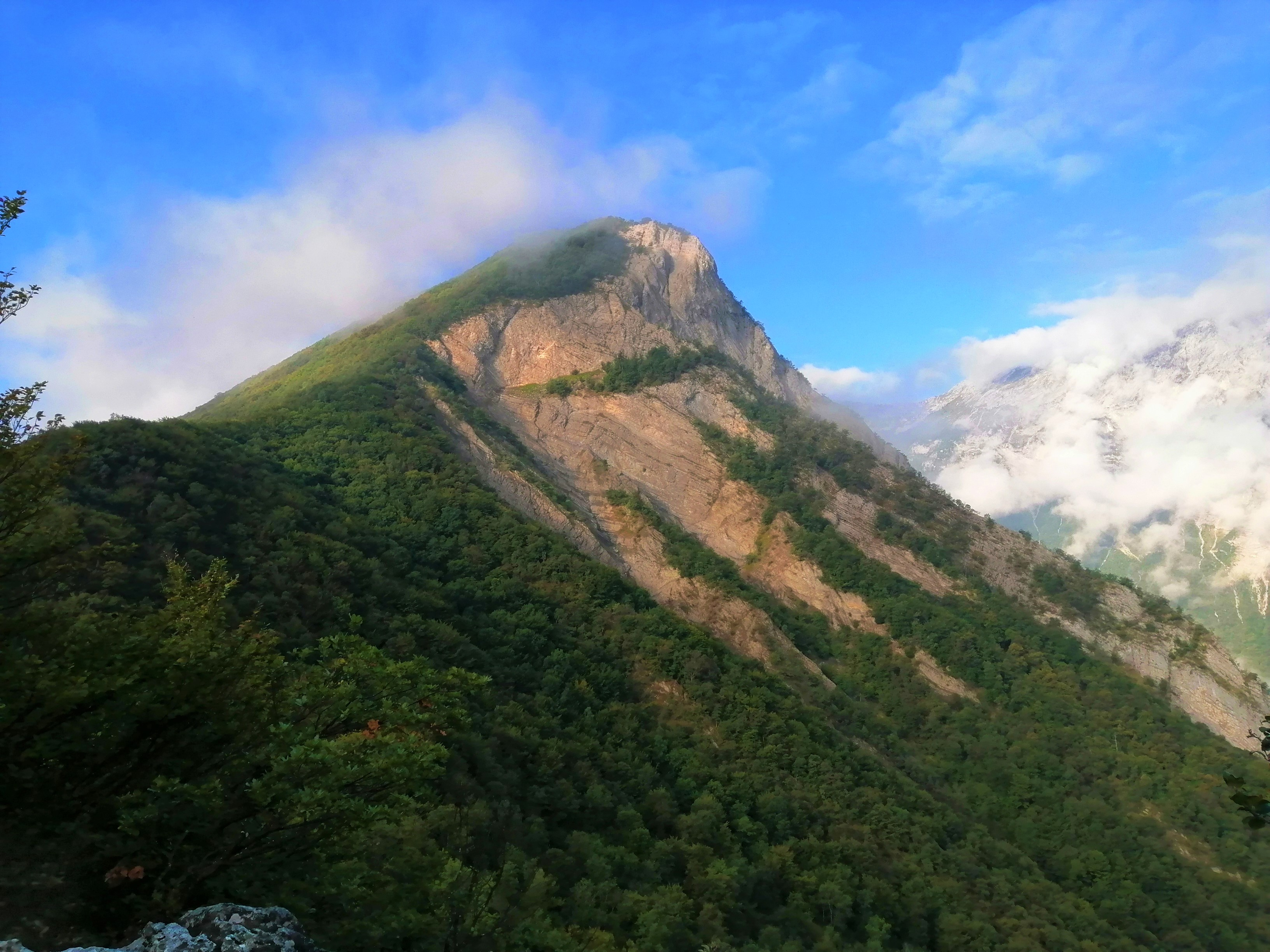
Le Pieu et les rochers de Brise-Tourte depuis les crêtes d'Uriol.

Le Pieu, aussi appelé le Bémont, est le point culminant de la montagne d'Uriol avec ses 1 270 mètres d'altitude. Son flanc est se situe sur la commune de Vif et son flanc ouest sur celle de Saint-Paul-de-Varces. Au sud-ouest, il est composé de falaises appelées les rochers de Belledent ; au nord, par les rochers de Brise-Tourte. Il a la forme, vu depuis Grenoble, d'une pyramide.
Du sommet du Pieu, il est possible d'avoir un panorama sur le Y grenoblois, le col Vert, le col de l'Arc, les rochers des Deux-Sœurs, les arêtes du Gerbier, le pic Saint-Michel et l'Éperrimont dans le massif du Vercors, ainsi que sur la vallée de la Gresse (côté Vif) et la vallée du Lavanchon (côté Saint-Paul-de-Varces).

#### Colline Saint-Géraud

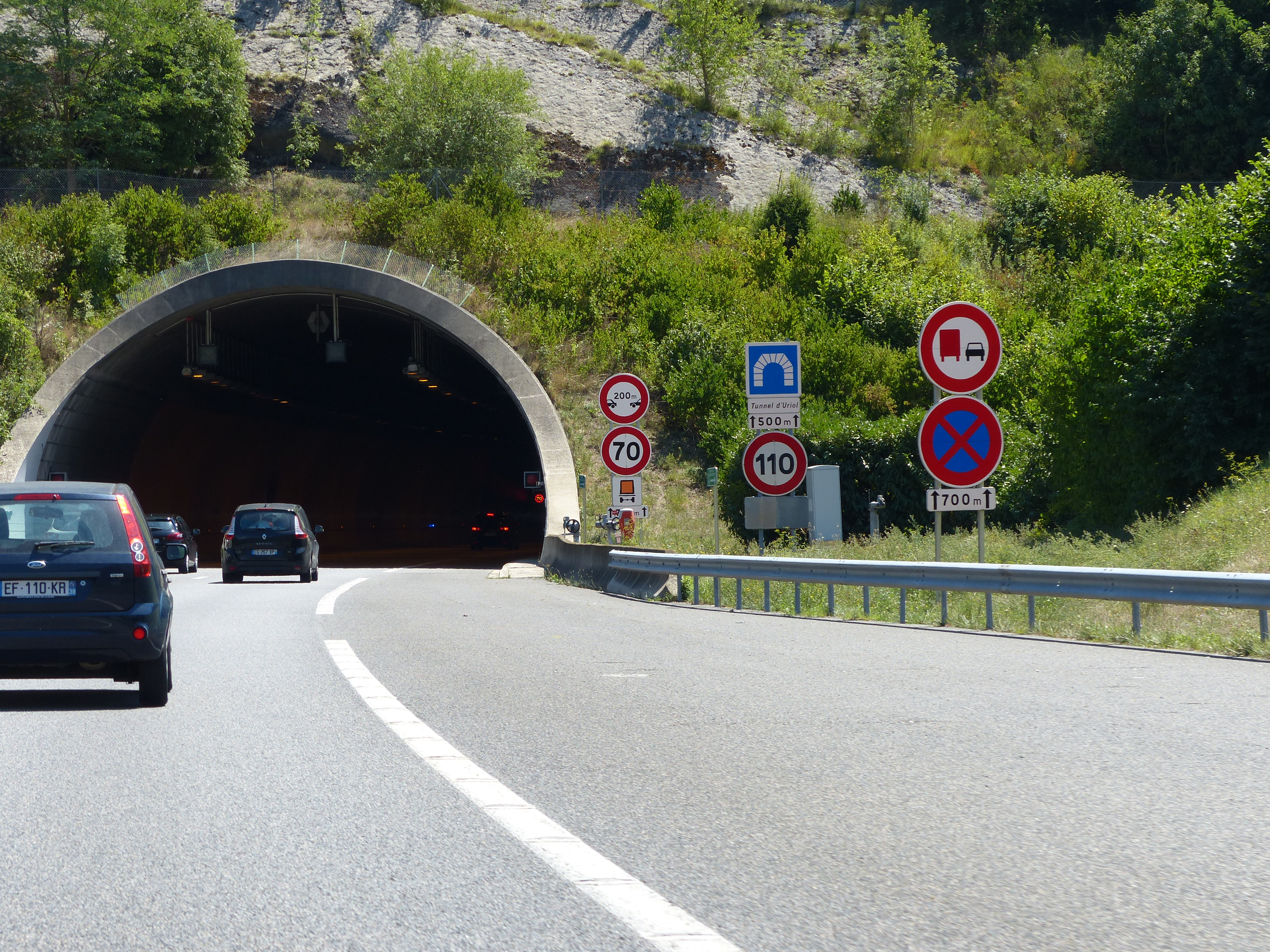
Entrée nord-est du tunnel d'Uriol, sur l'A51.

La partie nord de la montagne d'Uriol, située sur la commune de Varces-Allières-et-Risset, est traversée par le tunnel d'Uriol, d'une longueur de 490 mètres, qui permet le passage de l'autoroute A51. C'est sur cette partie d'Uriol, appelée la colline Saint-Géraud, que se trouvent notamment les ruines du château féodal de Saint-Giraud, culminant à une altitude de 480 mètres. La colline est séparée des crêtes d'Uriol par une fracture géologique appelée « Porte-Coche ». 

#### Bosse de Perpéro
La bosse ou colline de Perpéro forme l'extrémité de la montagne d'Uriol, sa partie la plus septentrionale, sur laquelle se trouvent le cimetière communal de Varces, sa chapelle funéraire édifiée en 1840 et les tombeaux des Dubois de Romand, ainsi que la statue de la Vierge de la Libération de Varces,. 

### Géologie

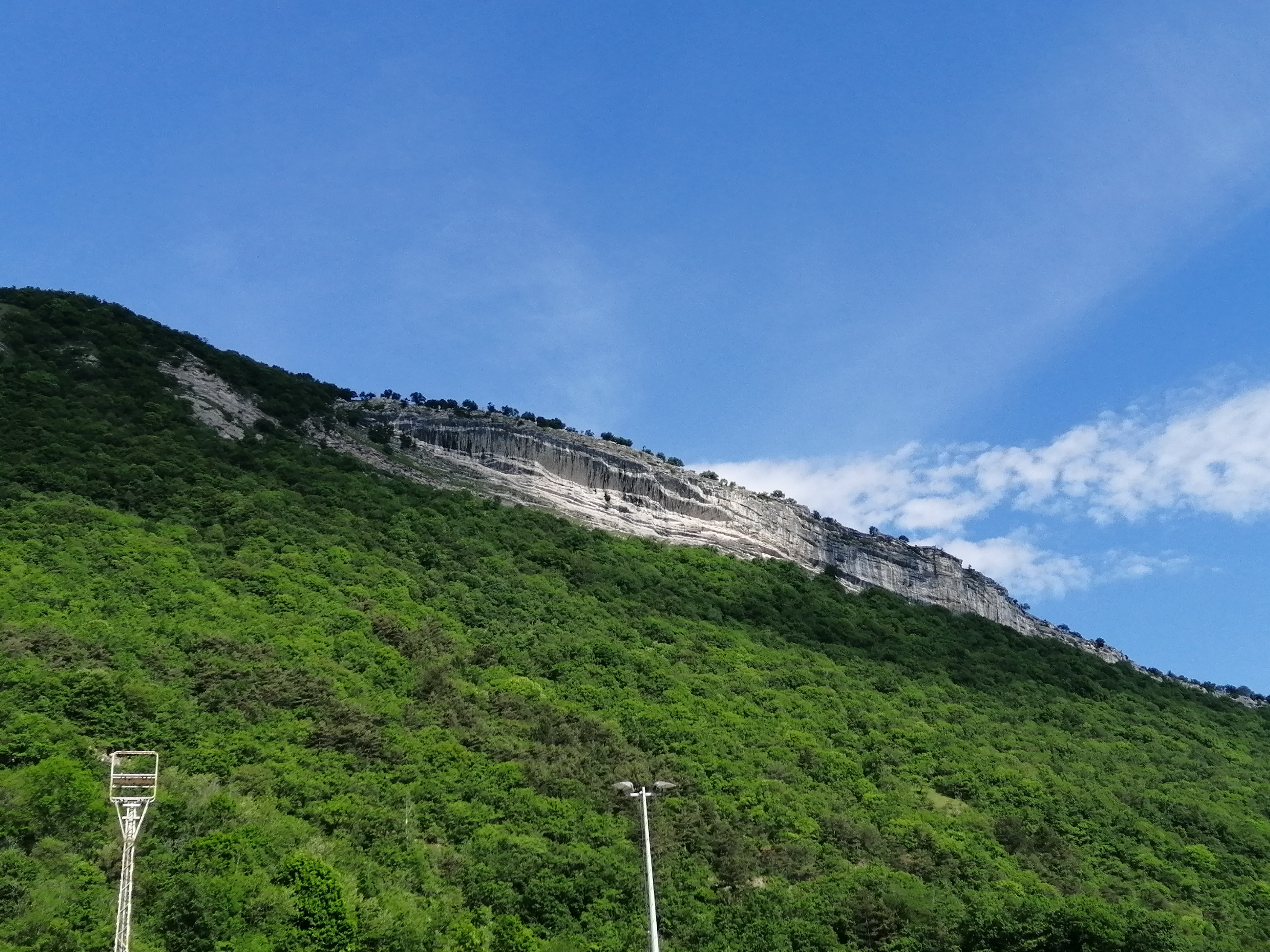
Pli déversé à l'est sur les crêtes d'Uriol.

La montagne d'Uriol appartient géologiquement au massif du Vercors, et est considérée comme une « réplique » du Moucherotte : c'est une structure tectonique complexe possédant un pli couché déversé à l'ouest, formant des strates.
La montagne d'Uriol telle qu'elle est aujourd'hui est apparue environ 1,65 million d'années avant le présent, au Quaternaire.  
Il y a 15 000 ans, la vallée de Grenoble était recouverte sous d'immenses glaciers épais de 1 000 à 1 200 mètres qui creusèrent les vallées du Drac et de l'Isère sous leur forme actuelle ; la cime du Pieu émergeait très certainement de cette mer de glace, a contrario du rocher de Saint-Loup dont les formes plus arrondies sont la preuve du passage des glaciers.

### Faune et flore
La flore des coteaux d'Uriol est très méridionale : ses bois sont principalement composés de pins sylvestres (Pinus sylvestris) aux pieds desquels poussent des colonies de tricholomes terreux (« petits-gris », Tricholoma terreum), du genévrier aux baies odorantes et de l'alisier blanc (Sorbus aria) qui donne des fruits rouges en grappe (poires Martin), mais l'essence d'arbre la plus courante retrouvée sur les pentes de cette montagne est le chêne pubescent (Quercus pubescens) et ses rameaux recouverts d'une fine pubescence.
Au printemps, différentes essences de plantes poussent sur Uriol, parmi lesquelles les violettes, primevères, scilles à deux feuilles, Dents-de-chien, frênes à manne, arbres à perruques, pistachiers térébinthe, Armoises camphrées, ononis roses, centaurées blanchâtres, boulettes azurées, orchidées sauvages… 
La faune est en grande partie composée de sangliers, de chevreuils, de buses, d'éperviers et de mouflons,.

## Histoire

### Préhistoire

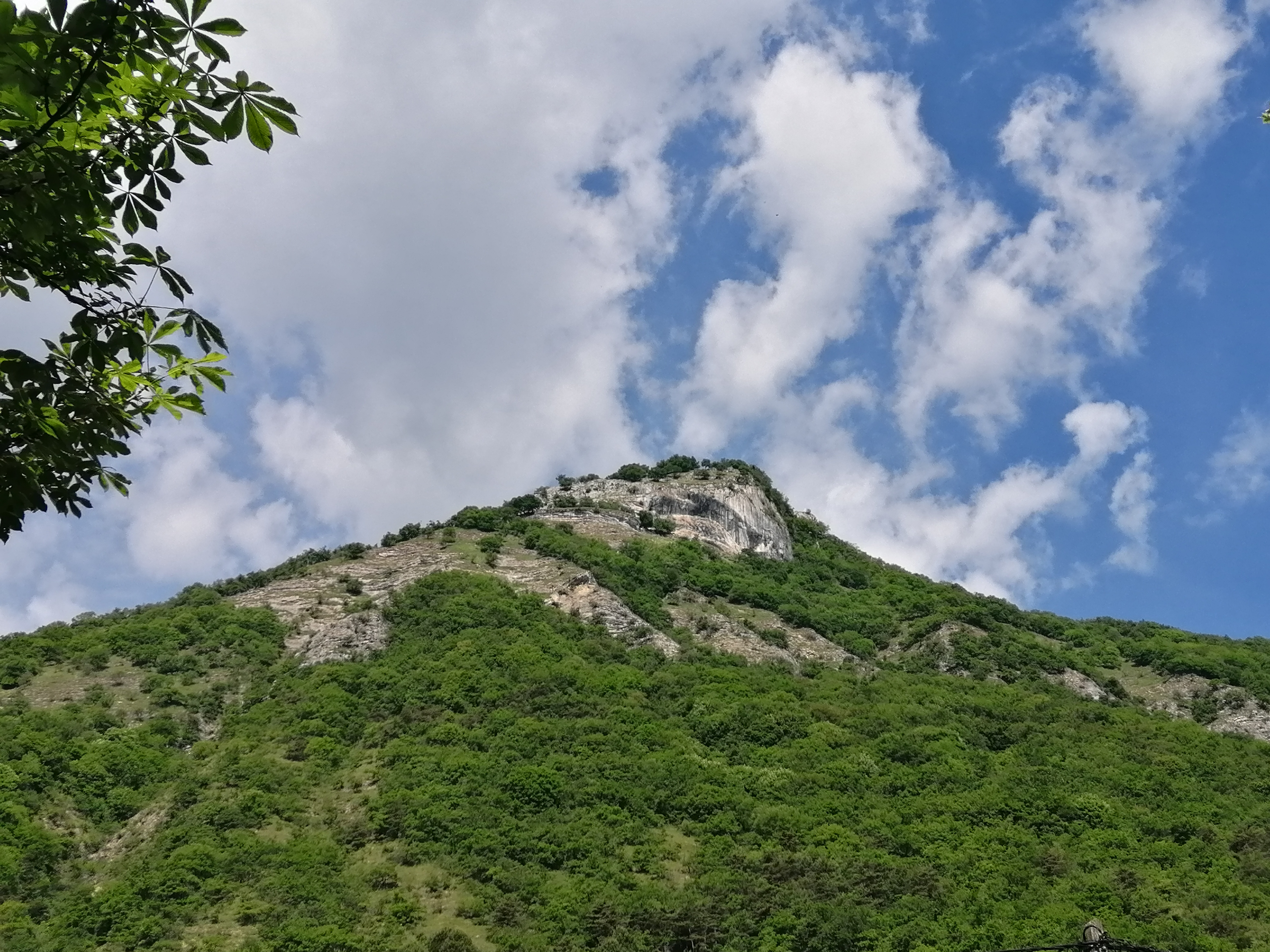
Détail de la face est du rocher de Saint-Loup.

La présence humaine sur la montagne d'Uriol, et plus particulièrement sur le rocher de Saint-Loup, date de 2 300 ans avant notre ère, à l'âge du cuivre (Chalcolithique). 
En 1904, l'ethnographe Hippolyte Müller organisa des fouilles sur le rocher de Saint-Loup et découvrit les traces d'un oppidum datant de l'époque du Néolithique moyen (environ 6 000 ans av. J.-C.),. Des poteries d'« allure préhistorique » ont aussi été retrouvées à la même époque sur la colline Saint-Géraud, laissant penser à une occupation ancienne similaire à celle de Saint-Loup.

### Antiquité
Le rocher de Saint-Loup, semblablement habité dès le IIIe siècle, possède les vestiges de la présence d'un poste romain attestée par du mortier de chaux, de briques pilées et d'une muraille construite sur la partie est de l'oppidum. Une présence romaine sur ce même rocher est également traduite par la découverte de poteries, d'amphores, de tegulae et de monnaies (une de Claude II et l'autre de Constantin).

### Moyen Âge
Dès le XIe siècle, et jusqu'à la fin du XVIIe siècle, Uriol est le foyer de plusieurs habitations assez importantes, dont un village et deux places fortes.

#### Hameau d'Uriol

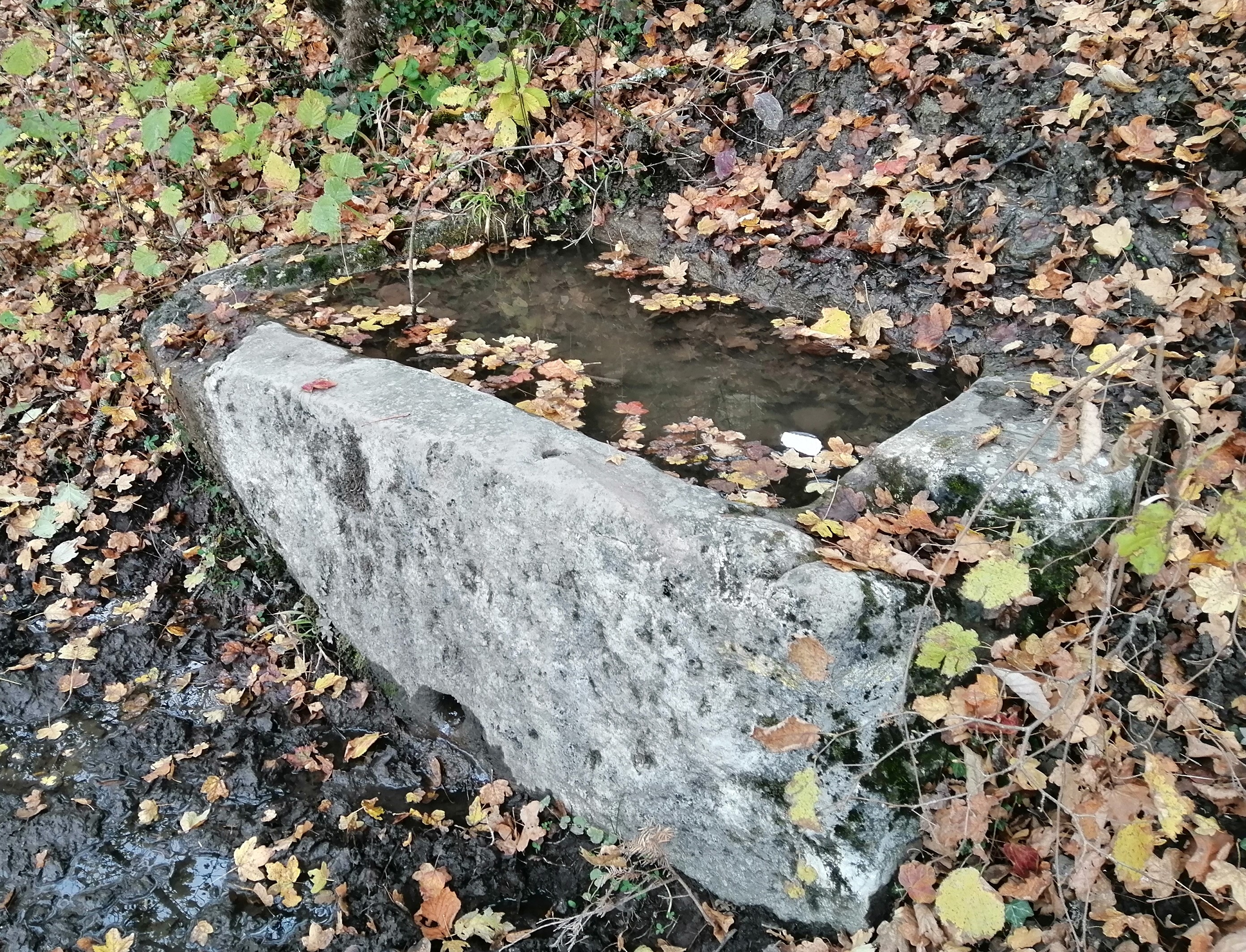
Le bassin en pierre du hameau.

Le hameau d'Uriol était un petit village situé sur un long replat reliant le rocher de Saint-Loup à l'actuelle cabane des chasseurs, sur les flancs du Pieu. Situé à une altitude moyenne de 700 mètres, ce petit hameau a vu le jour au cours du XIe siècle : il s'y trouvait à l'époque un château et une église (l'église Saint-Michel et Saint-Loup d'Uriol) ainsi que quatre ou cinq maisons, pour la plupart aujourd'hui totalement disparues.
En 1339, le hameau d'Uriol comportait vingt-six feux (familles) dont un noble. En 1394, le nombre de familles passa à sept, puis à cinq en 1494.
Il ne reste aujourd'hui presque plus rien de ce village, hormis les fondations ensevelies de quelques bâtisses en pierre et un vieux bassin.

#### Château fort d'Uriol
Le château féodal d'Uriol est l'un des plus anciens castels de Vif, apparaissant pour la première fois dans la donation du 10 mai 1070 du comte Guigues II le Gras à sa fiancée Agnès.
L'enquête delphinale de 1339 offre une description précise du château : il est composé d'un donjon haut de 16 mètres et de trois étages dont le sommet est merleté ; une écurie surmontée d'une chambre avec cheminée ainsi que d'une grande salle haute de 8 mètres est attelée au donjon ; en contrebas, il y a une tour carrée de 12 mètres et de deux étages avec un toit, accolée à la chapelle Saint-Michel et Saint-Loup d'Uriol qui mesure 10 mètres de longueur sur 6 mètres de large. Au sud se trouve une tour surnommée « la vieille tour » ; le château est protégé par une enceinte de 135 mètres de longueur sur 42 de largeur possédant un portail en pierre de taille,.
Au fil du temps, le château dépérit progressivement, et un acte de 1683 constate qu'il n'est plus qu'une ruine abandonnée.

#### Église Saint-Michel et Saint-Loup d'Uriol

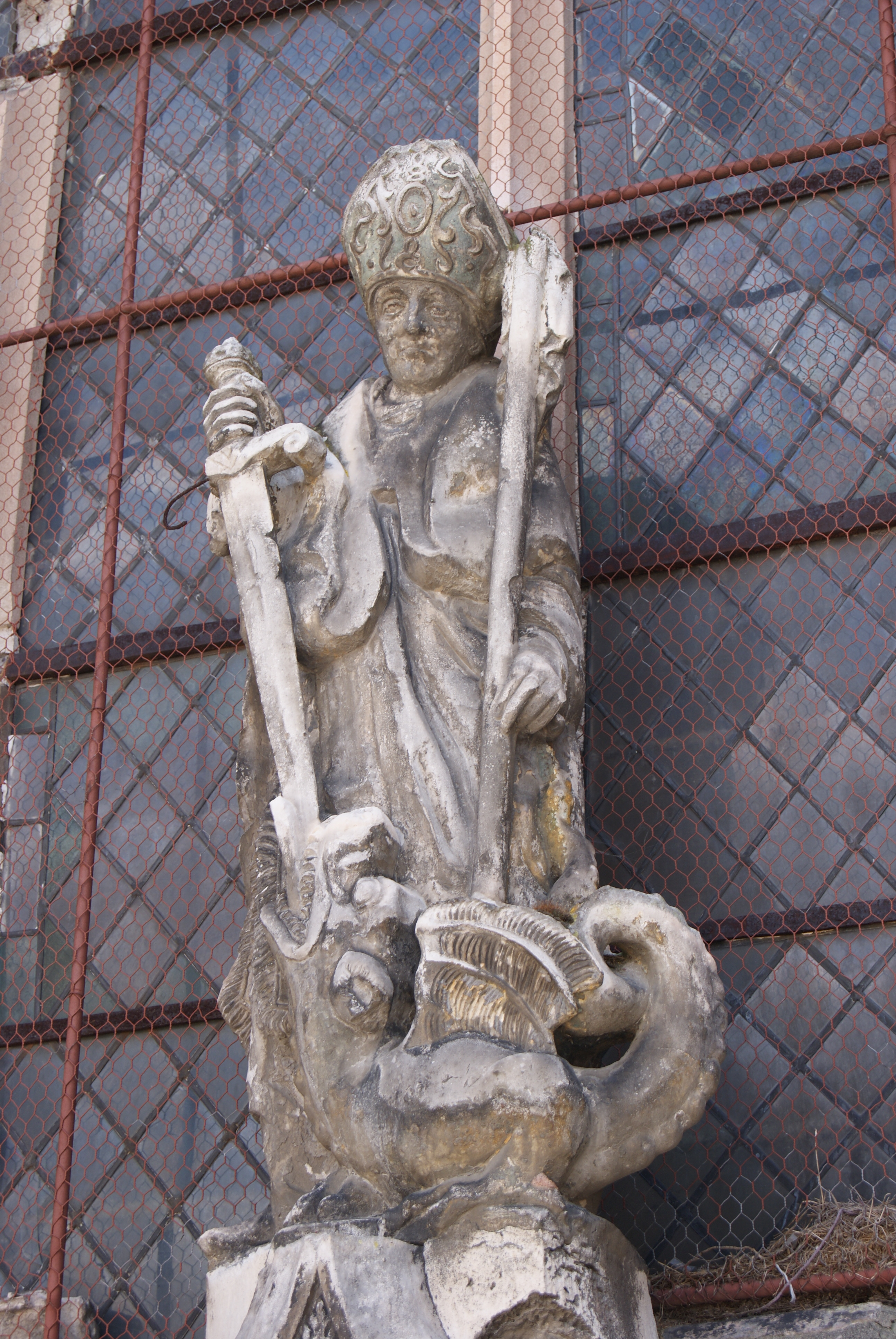
Statue de Saint-Loup (sur l'église des Noës-près-Troyes).

L'église Saint-Michel et Saint-Loup d'Uriol est mentionnée vers la fin du XIe siècle dans le cartulaire de saint Hugues sous le nom « capella de Auriol » : c'était alors la chapelle du château d'Uriol.
L'enquête papale de 1339 la décrit de cette façon concise : l'église est placée sous le vocable de saint Michel, mesure 10 mètres sur 6 mètres et est intégrée au château d'Uriol. Une autre enquête de la même année (cette fois-ci des commissaires delphinaux) décrit l'église comme située à côté d'une tour carrée à deux étages.
Entre 1473 et 1488, on ajoute à cette église le patronat de saint Loup (évêque de Troyes) qui était alors devenue une église paroissiale. Malgré cela, elle ne comporte ni baptismaux, ni cimetière.
L'église d'Uriol reçoit les visites de plusieurs évêques de Grenoble, notamment celle de Siboud Alleman (en juin 1473) et de Laurent Ier Alleman (en juillet 1488). En 1692, l'église est rebâtie par les habitants du hameau d'Uriol dans un lieu plus convenable, mais elle tombe très vite en mauvais état puis, autour de 1729, en ruine. Elle est reconstruite une troisième et dernière fois en 1731 : mesurant environ 8 mètres sur 4, pavée de blutins avec un chœur fermé par une balustrade et possédant un tableau de saint Loup, cette église et la paroisse de Saint-Loup sont finalement supprimées et vendues comme bien national en 1792.

#### Château fort Saint-Giraud

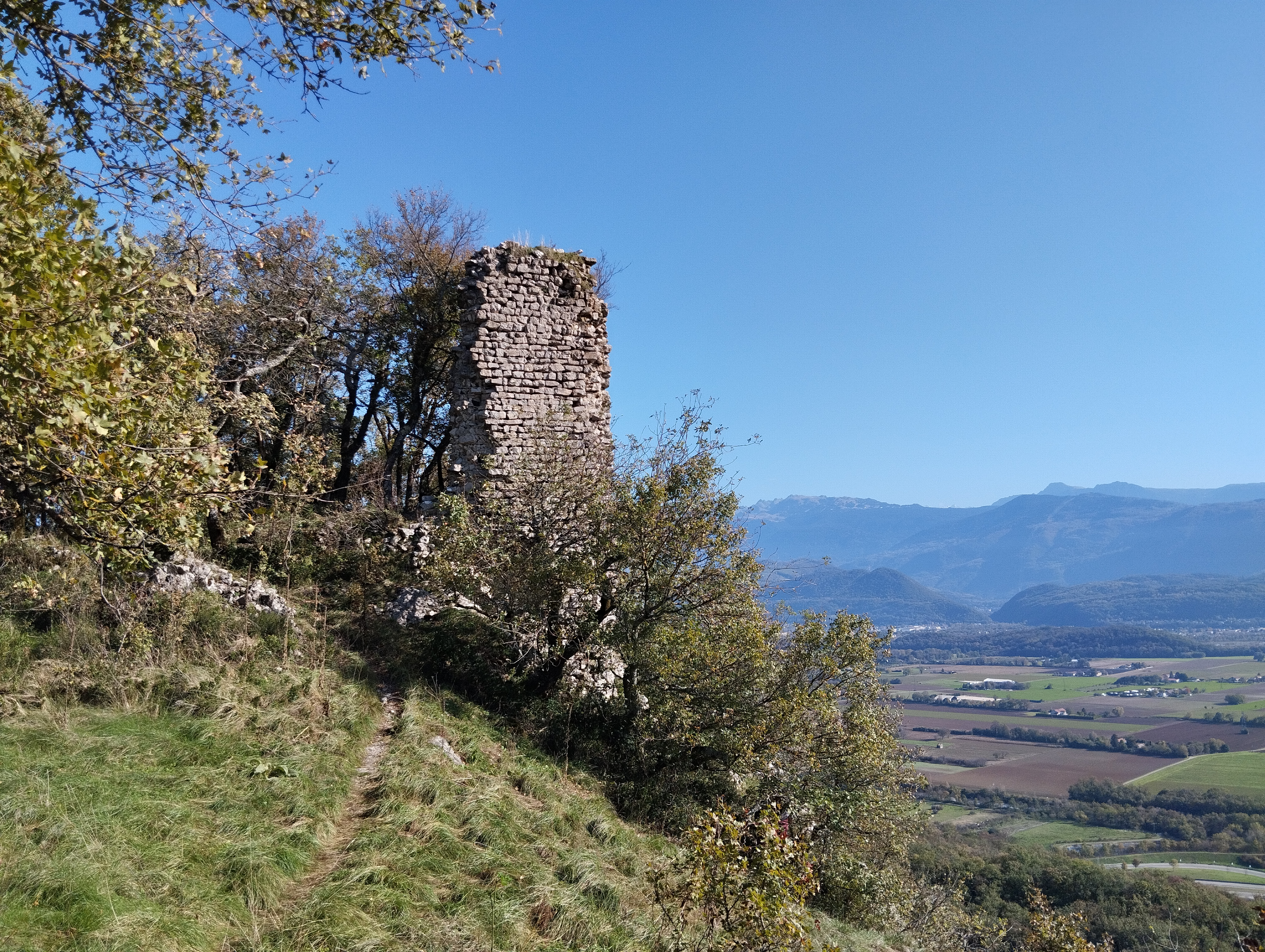
La tour Saint-Giraud dominant la plaine de Reymure.

Le château fort de Saint-Giraud constitue la seconde structure la plus importante érigée sur la montagne d'Uriol au Moyen Âge. Dès le XIe siècle, la présence d'une chapelle sur la colline Saint-Géraud, dite « capella de Varsea » et consacrée à Saint-Géraud d'Auvergne, est attestée, de pair avec un premier château en bois. Son premier seigneur connu, Athénulphe de Varces, vit encore en 1096. Au cours du XIIe siècle, une forteresse en pierre remplace l'ouvrage primitif, installée sur une terrasse boisée qui forme le sommet de la colline Saint-Géraud. En 1255, le seigneur des lieux, Lanthelme Panetii, vend le château au dauphin Guigues VII de Viennois. Son descendant, Humber Ier de Viennois, remet dès 1289 le mandement et sa place forte à Aymeric de Briançon en échange du mandement de Bellecombe (à Chapareillan) afin de renforcer sa surveillance de la frontière savoyarde. Le château de Saint-Giraud est conservé par la famille de Briançon, avant de tomber en ruine au XVIIe siècle. La chapelle castrale, déclarée église paroissiale dès 1115, conserve son titre jusqu'en 1673. Citée une dernière fois en 1732, elle tombe en ruine par la suite.
Au début du XIVe siècle, le château couvre tout le sommet de la colline, surplombant les vallées de la Gresse et du Lavanchon, composé d'un mur d'enceinte haut de 7 mètres et long de 250 mètres ainsi que d'un portail défendu par une tour carrée. La place forte englobe un donjon carré haut de 16 mètres, une tour de 8 mètres placée au sud-ouest de l'éperon et accolée à la chapelle longue de 10 mètres et large de 6 mètres. Aujourd'hui, il ne reste que des ruines : vestiges d'un escalier taillé dans la roche, un morceau élevé du donjon appelé « tour Saint-Giraud », des restes du mur d'enceinte et quelques substructions.

### Exploitation industrielle

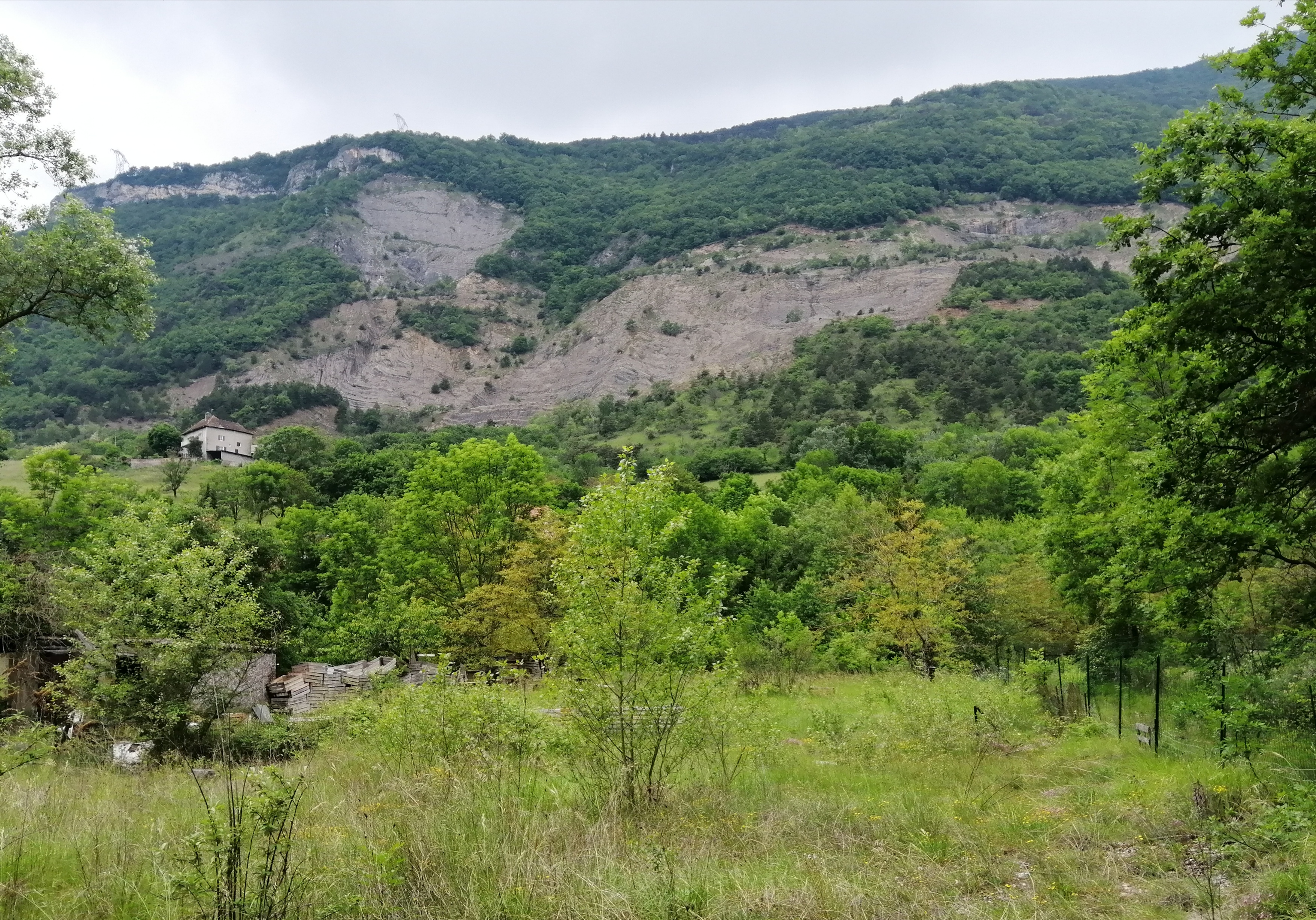
Les anciennes carrières de Champrond, aujourd'hui transformées en site d'escalade.

À partir de 1853 et jusqu'à la fin des années 1970, la montagne d'Uriol, et plus précisément les zones de Champrond, de La Grange et du domaine du Breuil servirent de carrières et de mines d'extraction pour les cimentiers venus s'installer dans la vallée de la Gresse pour exploiter la pierre à chaux. Parmi ces cimentiers se trouvaient Anatole Berthelot (du Gua), Jean-Pierre Guingat ou encore Joseph Vicat (fils de Louis Vicat, fondateur de l'ancienne cimenterie Vicat du Genevrey). En effet, les gisements d'argile et de calcaire étaient très nombreux sur Uriol et sur l'Éperrimont, raison pour laquelle de nombreux cimentiers sont venus participer à la ruée vers l'or gris dans la vallée et, plus largement, dans la région.
On peut aujourd'hui toujours apercevoir les restes de cette exploitation industrielle sur les coteaux d'Uriol avec les anciennes carrières de Champrond (aux pieds du Pieu), d'anciennes entrées de galeries ou encore des fours à chaux en ruine (comme dans le parc du couvent de la Visitation Sainte-Marie)…

### Seconde Guerre mondiale
L'ancienne ferme Fangeat, située sur les crêtes d'Uriol entre le rocher de Saint-Loup et le Pieu, a été incendiée par les occupants nazis de Vif en juillet 1944, et les deux frères qui y vivaient, Édouard et Gaston Fangeat, ont été déportés. Un seul d'entre eux revint, et la ferme fut reconstruite après la guerre au titre des dommages de guerre.
À la fin de la guerre, les paroissiens de Varces, sous l'autorité de l'évêque de Grenoble, font ériger une statue sur la bosse de Perpéro, la Vierge de la Libération, en remerciement à la Vierge Marie d'avoir libéré la France de l'occupation allemande. La statue, bénie par l'évêque coadjuteur, Mgr Vittoz, est inaugurée le 15 septembre 1946 et devient la protectrice de la ville.

## Activités

### Randonnée

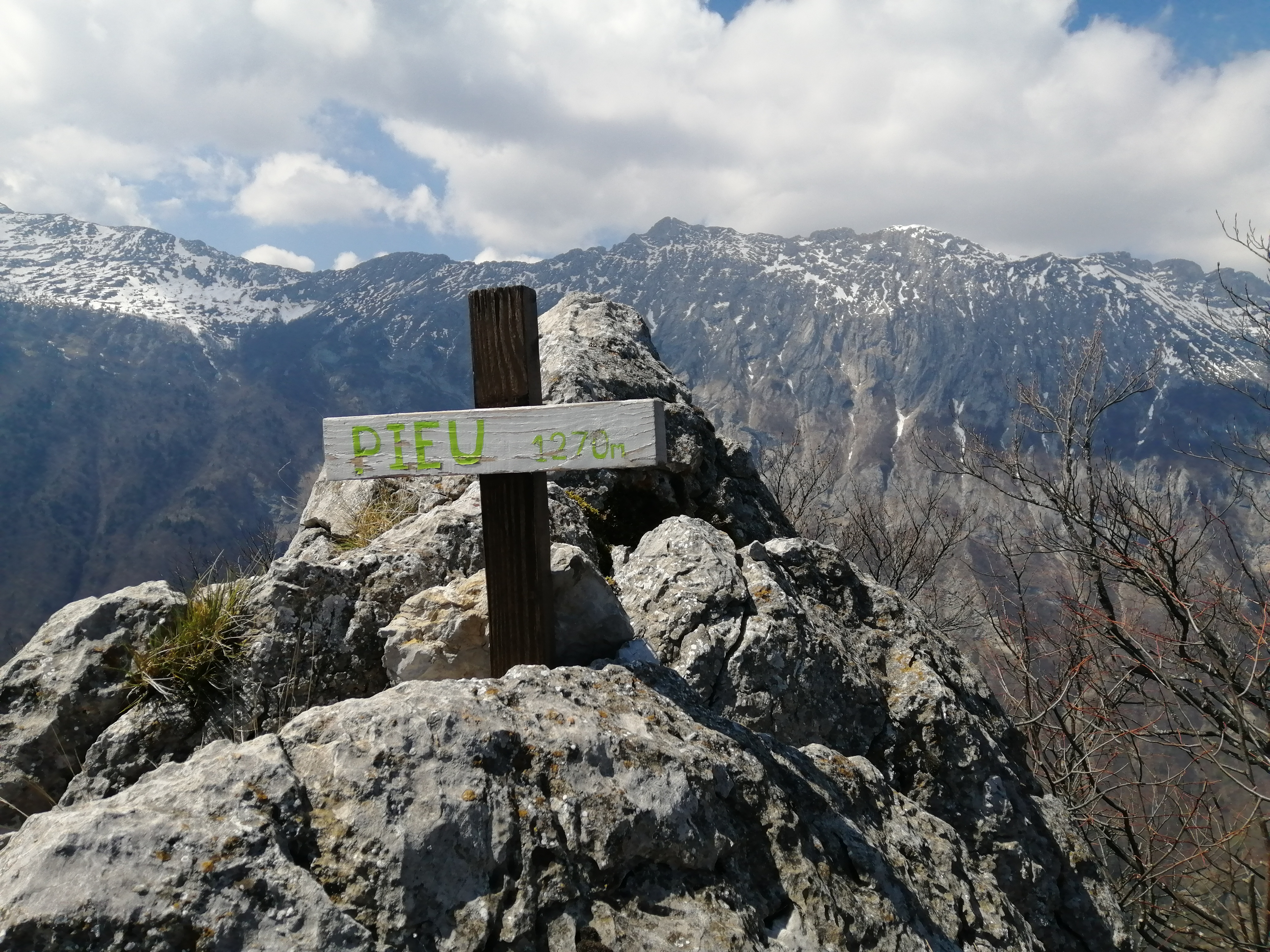
Panneau à la cime du Pieu, avec vue sur le col de l'Arc et le col Vert.

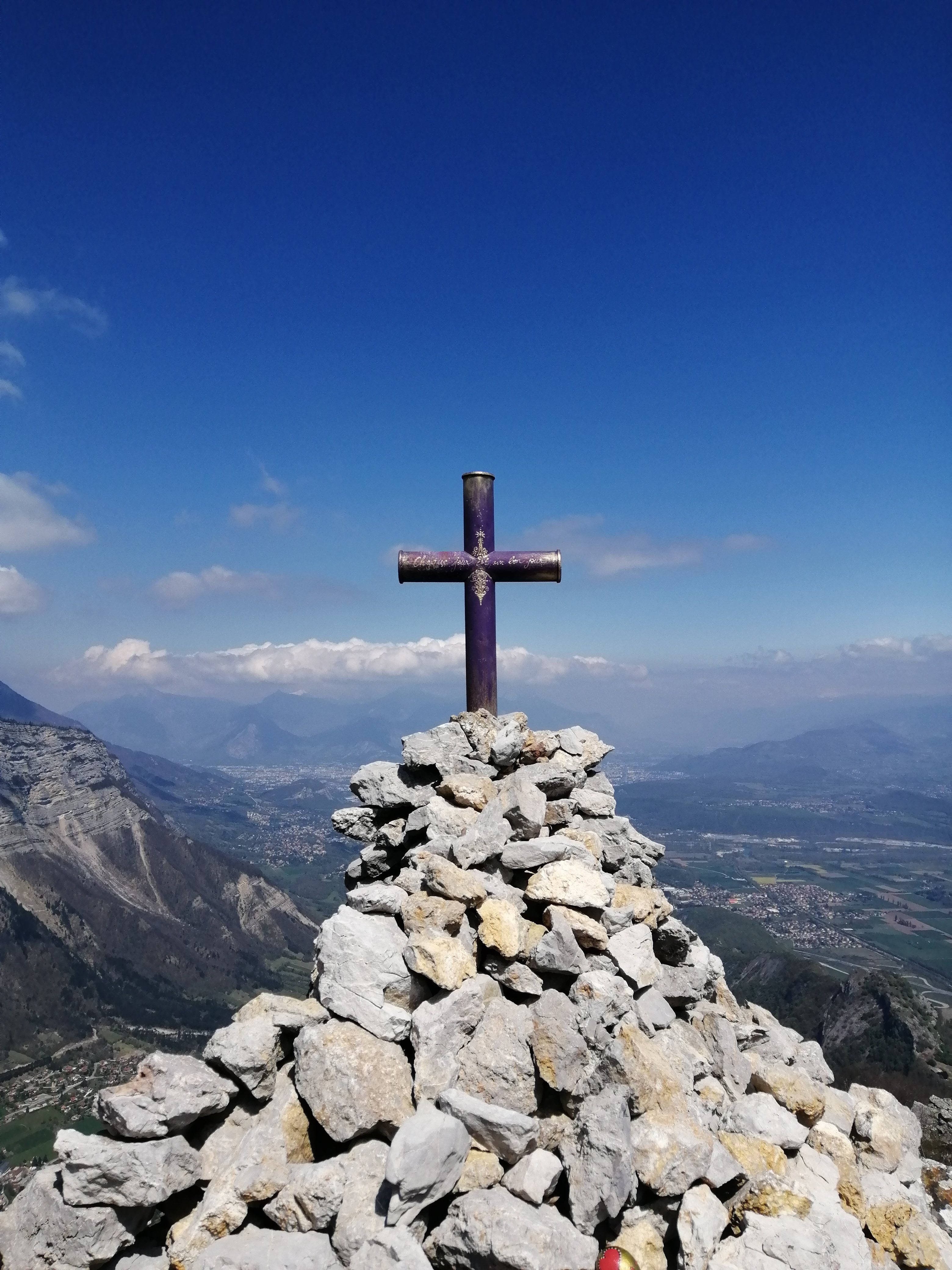
Croix sommitale du Pieu.

Le sommet du Pieu, avec ses 950 mètres de dénivelé, peut être atteint soit par la montée d'Uriol et ses flancs nord (très raide), soit par ses flancs sud qu'on peut rejoindre par le chemin de l'Échaillon, situé sur la commune des Saillants-du-Gua et atteignable par la route des Grands Amieux.
Pour atteindre son sommet, il faut gravir le sentier qui suit l'arête boisée du Pieu.
Les crêtes d'Uriol et leurs 450 mètres de dénivelé, elles, peuvent être atteintes en partant de Vif ou de Saint-Paul-de-Varces : 
- côté est : par la montée d'Uriol ;
- côté ouest : par le chemin de la Lampe[31].

### Escalade
Sur les flancs orientaux du pic du Pieu, les anciennes carrières de calcaire de Champrond ont été transformées (côté Saillants-du-Gua) en site d'escalade. Le site est composé de 50 à 100 voies d'escalade d'une cotation du 3c au 8c, réparties sur plusieurs falaises à hauteur maximale de 40 mètres.

### Gîte
Un gîte, situé sur les crêtes d'Uriol à l'emplacement de l'ancienne ferme Fangeat, se trouve aussi sur la montagne d'Uriol : le domaine du Rocher Saint-Loup. C'est une ferme composée de yourtes, d'une auberge et d'un ranch où sont élevés des Quarter Horses et des Paint Horses.
Différents séjours y sont possibles, notamment dans une yourte pour découvrir l'habitat mongol, dans le ranch pour participer à la vie de la ferme et s'occuper des nombreux animaux dont les chevaux indiens, ou bien encore dans l'auberge disposant d'une piscine et proposant différentes randonnées pédestres.
Le domaine du Rocher Saint-Loup, classé réserve Grands Gibiers et vaste de 50 hectares, offre une vue imprenable sur la vallée de la Gresse, sur Vif ainsi que sur les massifs du Taillefer et des Écrins.

### Protection environnementale
La montagne d'Uriol est aussi classée comme une zone naturelle d'intérêt écologique, faunistique et floristique (ZNIEFF) de type 1, et son versant occidental (côté Saint-Paul-de-Varces) fait partie du parc naturel régional du Vercors.
Cette ZNIEFF dite « montagne d'Uriol » abrite plusieurs espèces jugées intéressantes, comme l'Engoulevent d'Europe ou encore le plus grand rapace nocturne d'Europe : le Hibou grand-duc. 
Les espèces botaniques pouvant être observées dans ce secteur sont l'Orchis pâle, l'Asaret d'Europe (qui est plus commune dans le Nord-Est de la France et les Pyrénées) ou encore la fraxinelle.
Sur le site des anciennes carrières de Champrond, en plus du site d'escalade, est établi un centre de sauvegarde de la faune sauvage appelé le Tichodrome. 

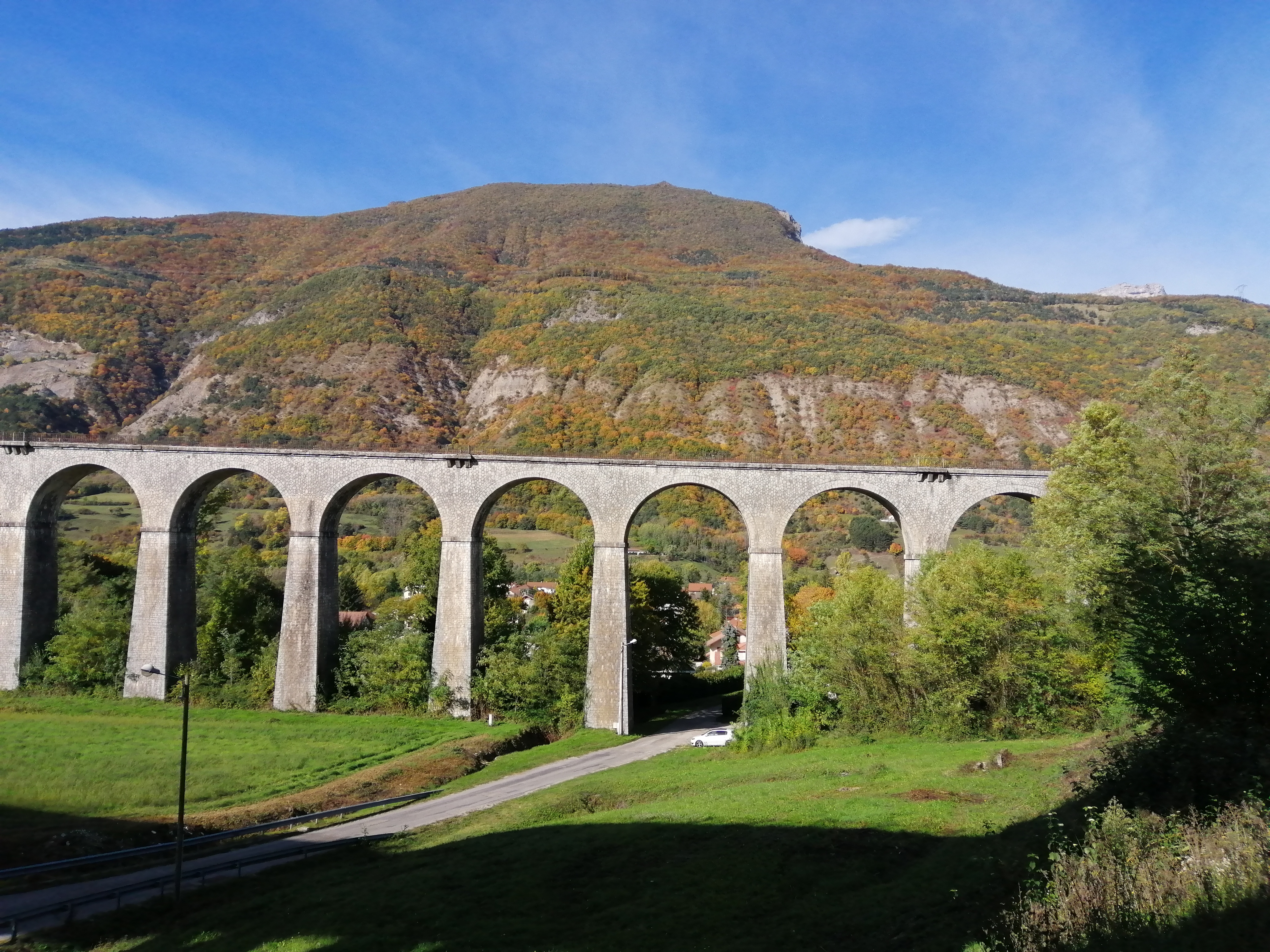
Flancs est d'Uriol avec le viaduc du Crozet.
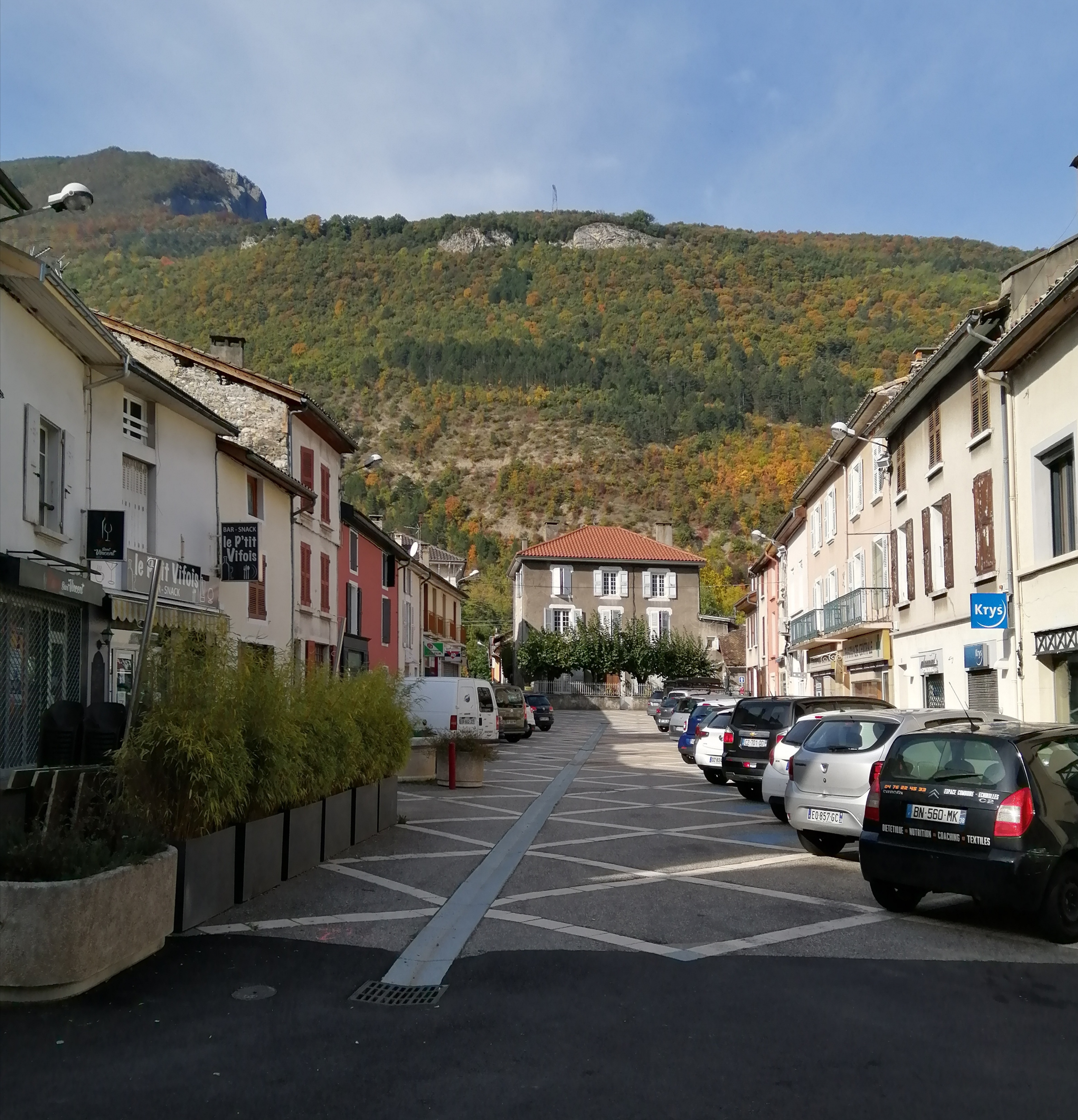
Uriol vue depuis la place des Onze Otages de Vif.
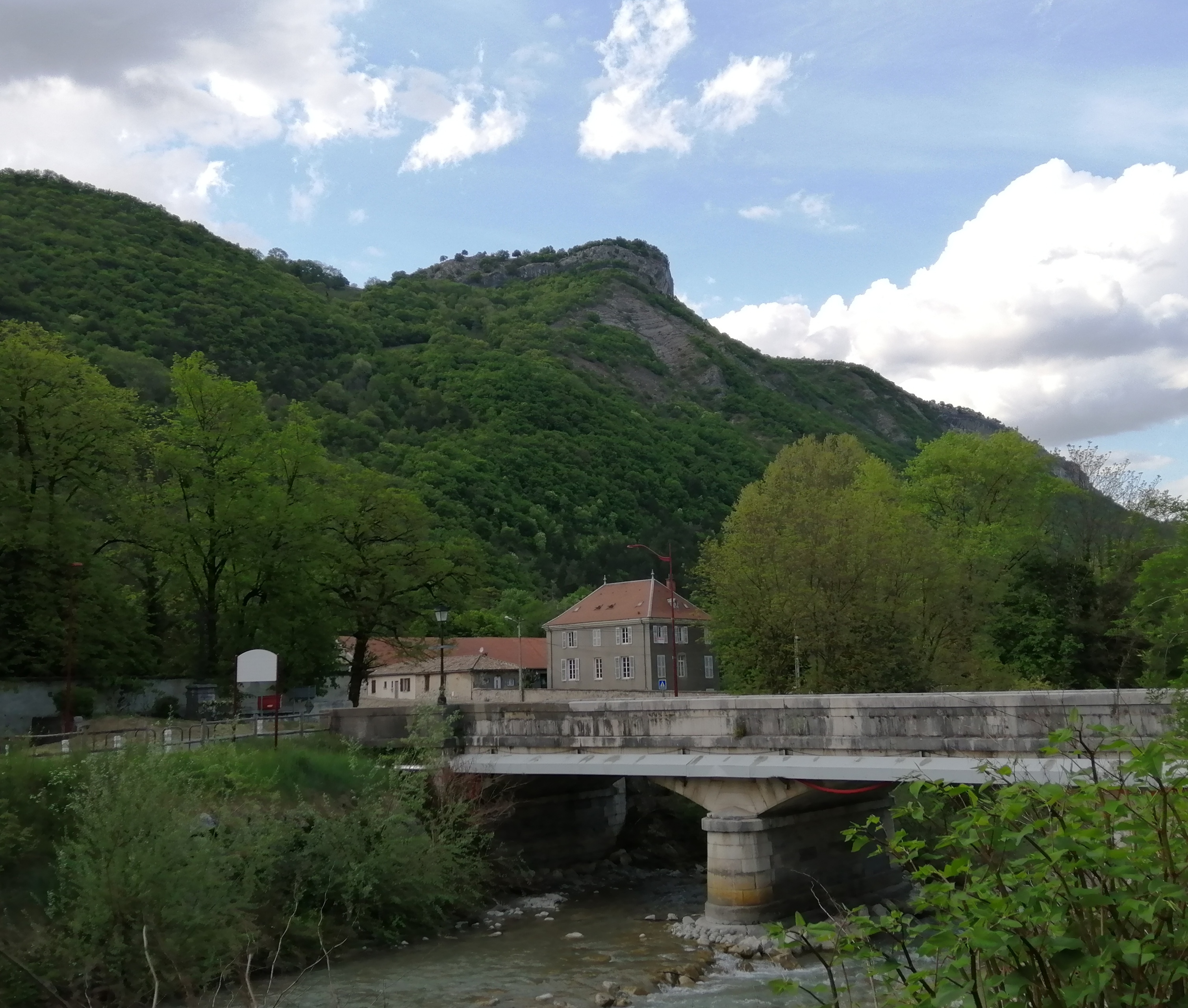
Vue du rocher de Saint-Loup depuis le centre-ville de Vif et la rivière de la Gresse.
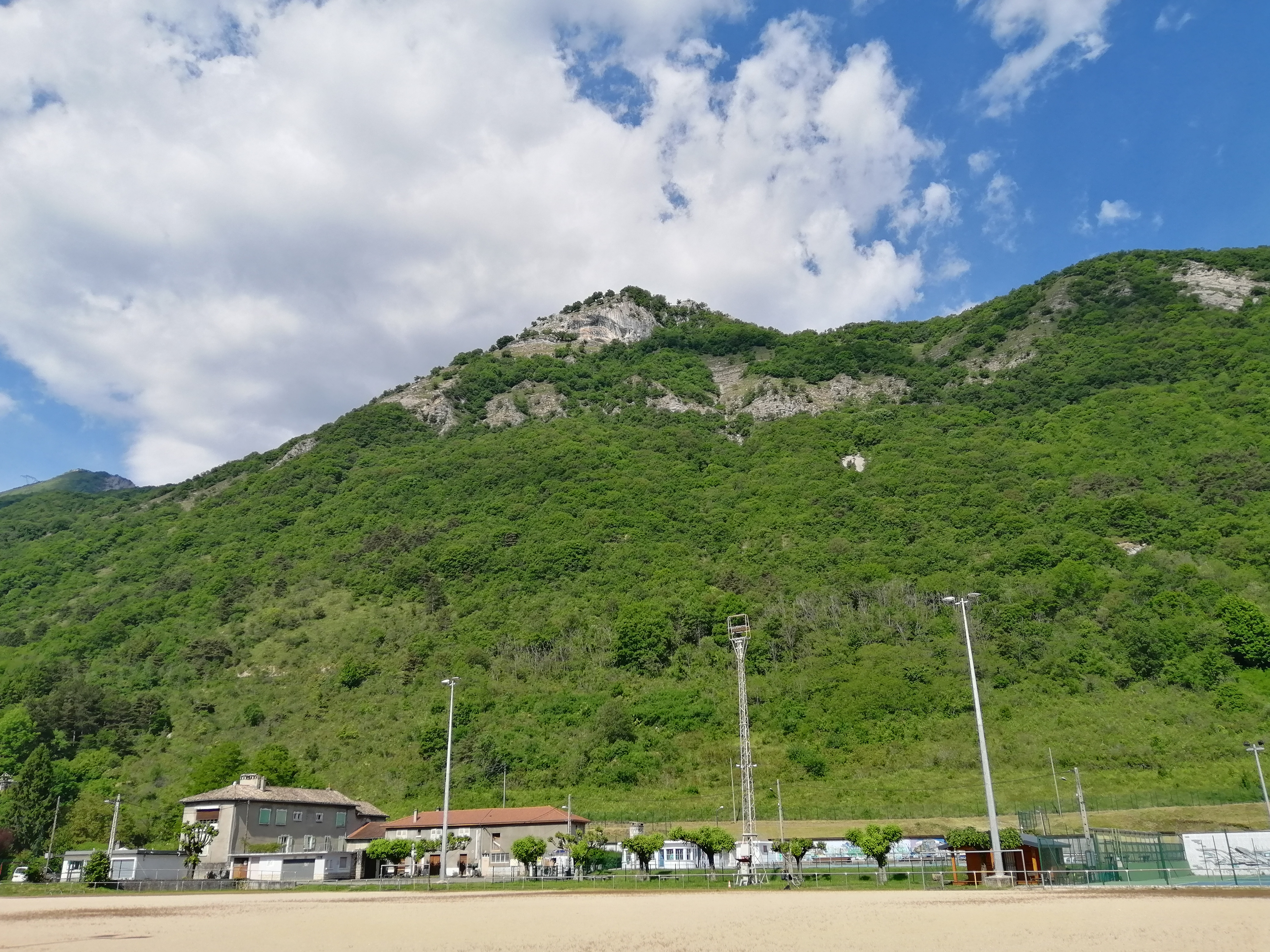
Rocher de Saint-Loup depuis l'ensemble sportif Aimé Pariat de Vif.
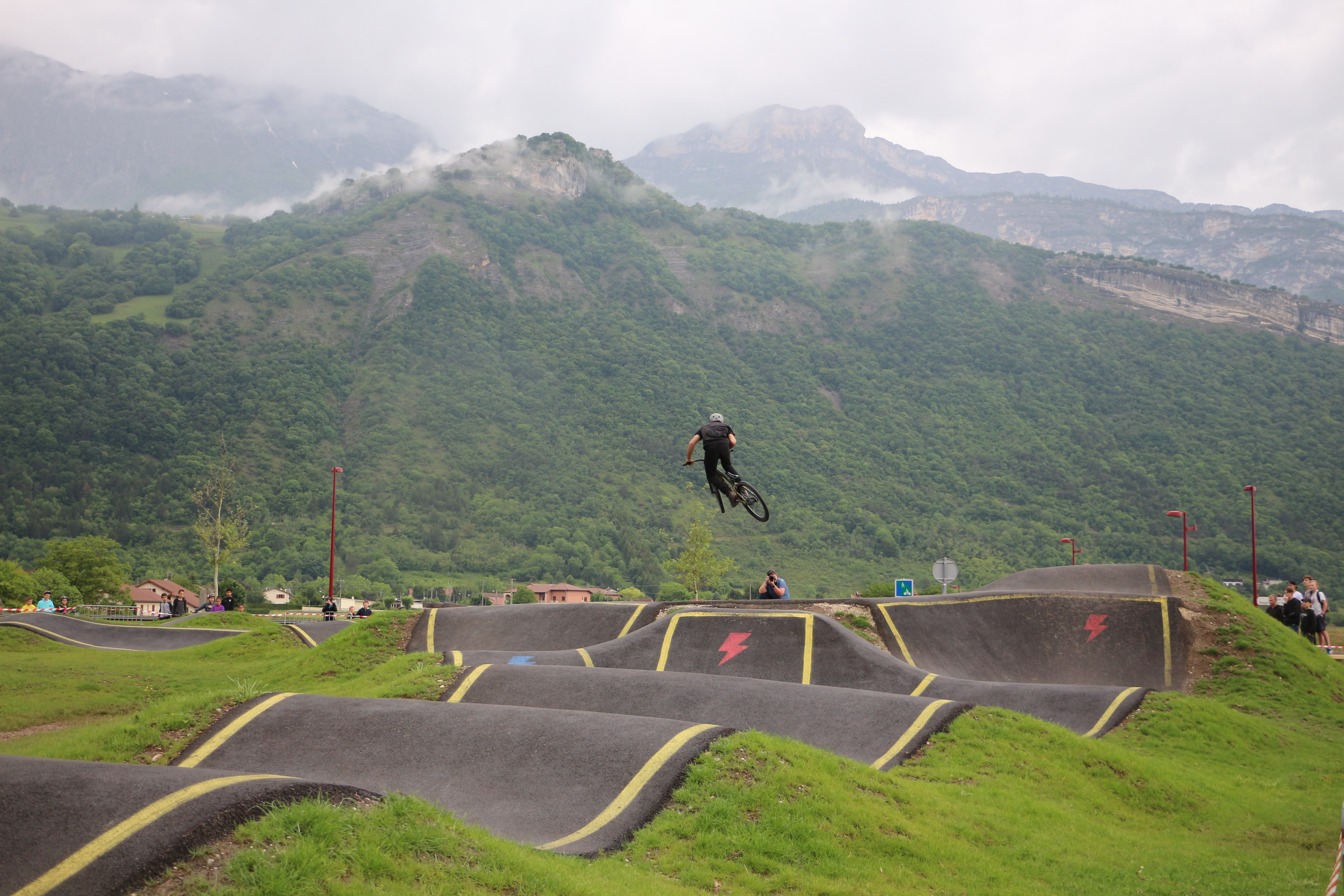
Le pumptrack de Vif avec, en arrière-plan, le rocher de Saint-Loup.
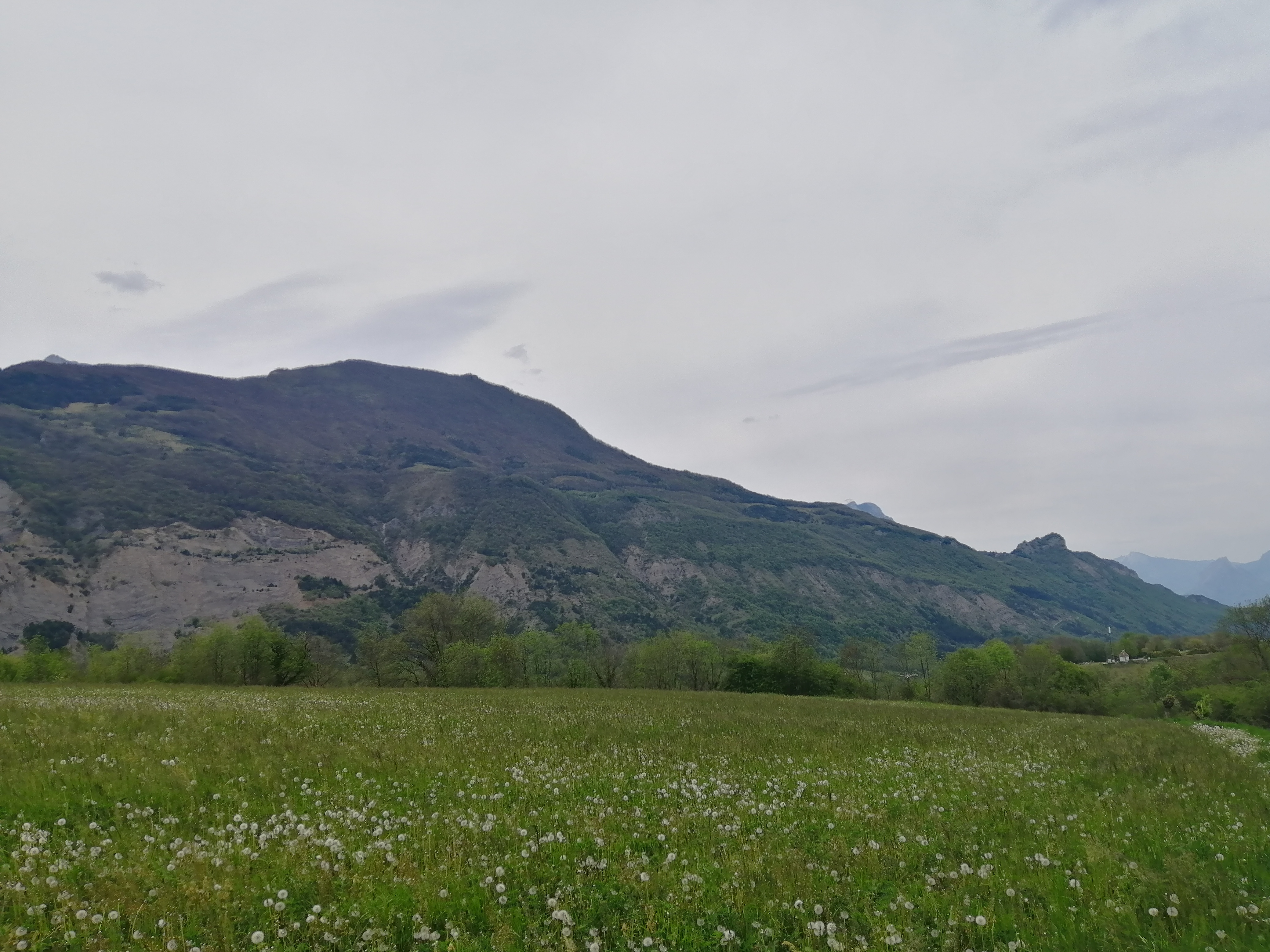
Vue d'ensemble de la montagne d'Uriol depuis le Serf de Vif.
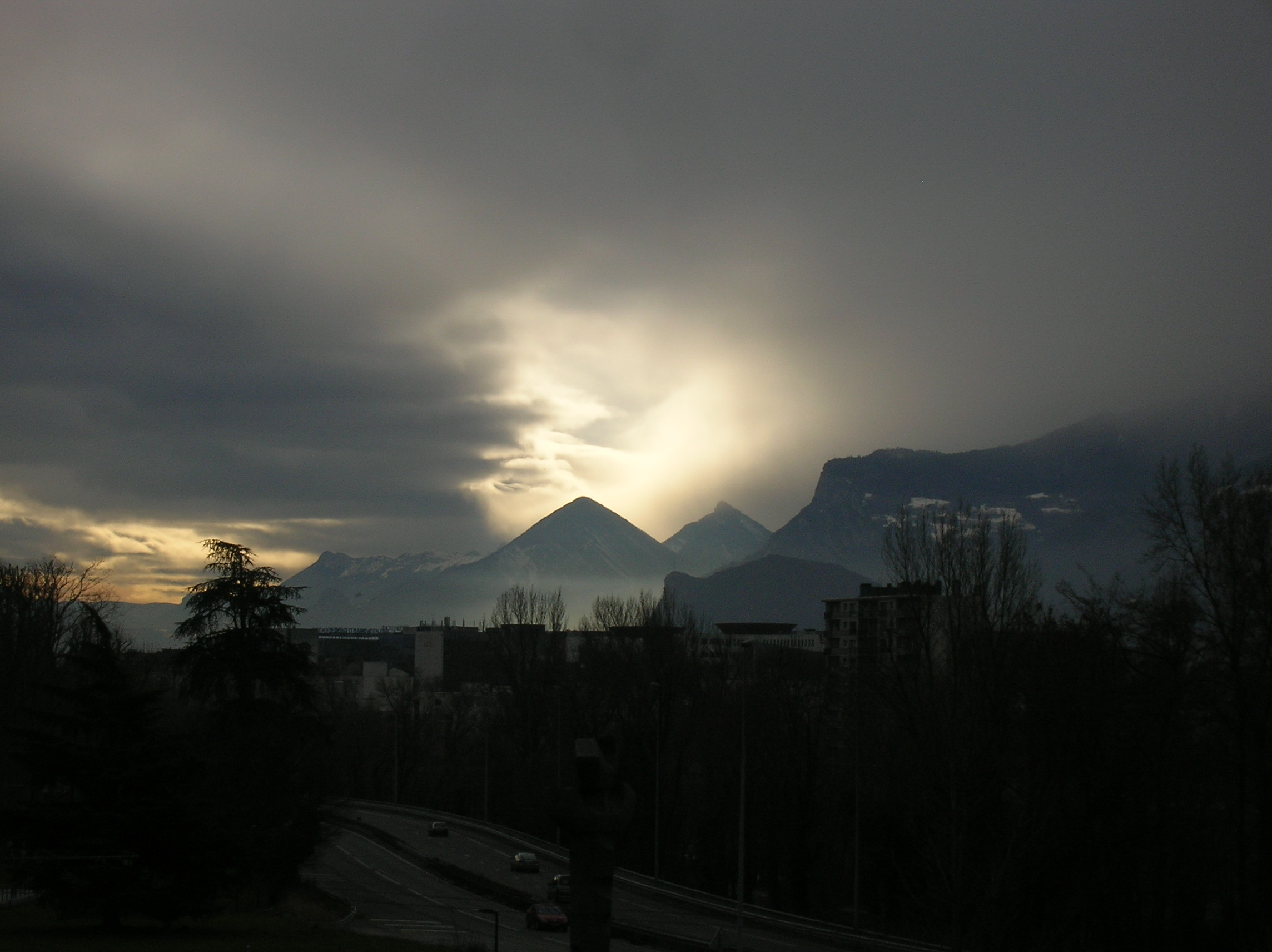
Le Pieu et sa forme pyramidale depuis La Casamaures.
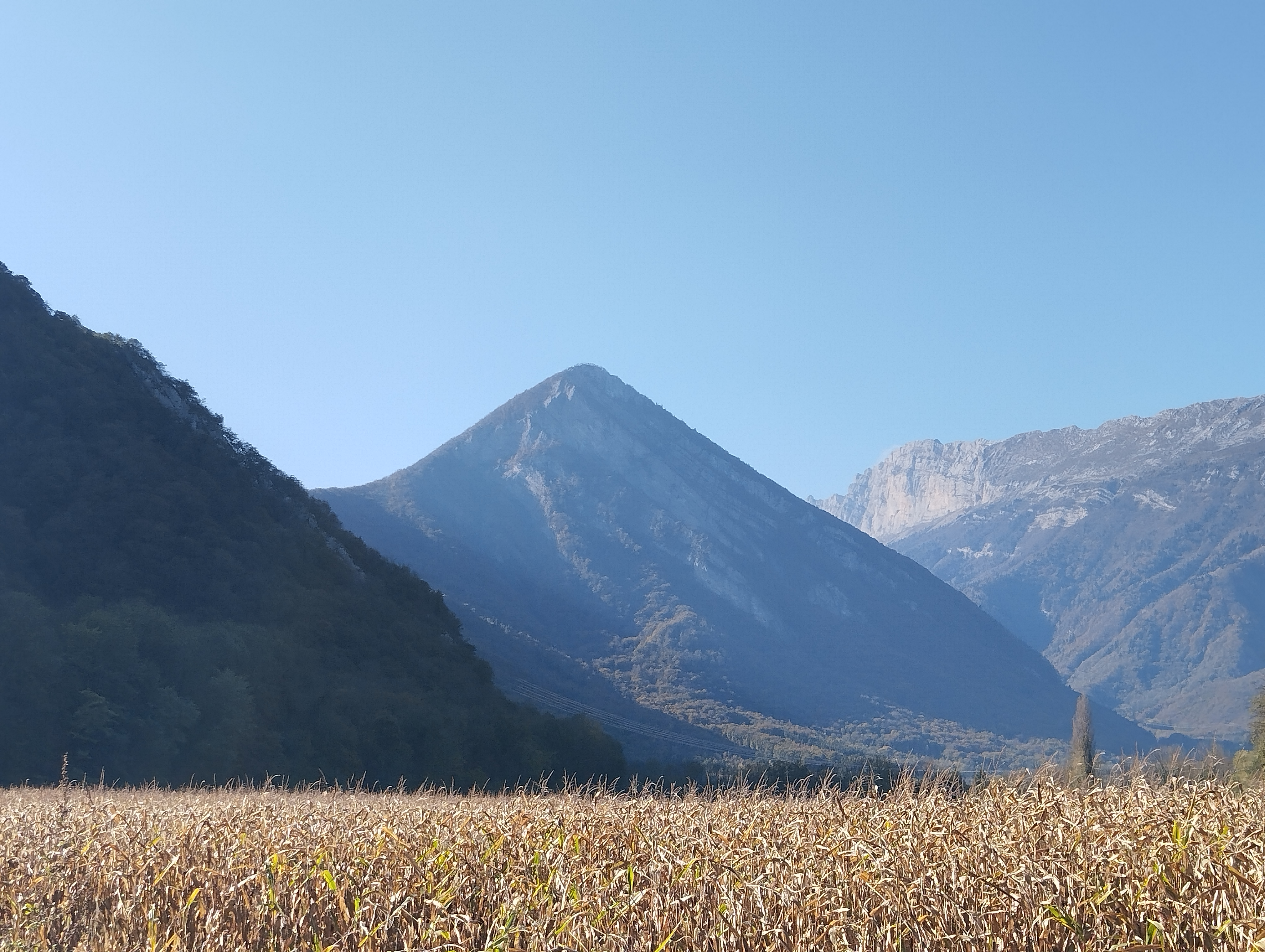
Le Pieu depuis la vallée du Lavanchon.